# محاصره دیرالزور (۲۰۱۴–۲۰۱۷)
حصر دیر الزور محاصره نظامی شهر در کنترل نیروی زمینی سوریه دیرالزور به دست داعش در تلاش برای تسخیر این شهر است.
داعش در آوریل ۲۰۱۴ حملهٔ بزرگی به نیروهای ارتش سوری در استان دیر الزور را شروع کرد. این حمله منجر به شکست گروه‌های ارتش سوریه در منطقه، و افتادن کنترل تقریباً تمامی استان دیر الزور به دست داعش در ژوئیه ۲۰۱۴ شد. نیروهای حکومت سوریه در بخش‌های پراکنده‌ای که تحت کنترل داشتند، باقی ماندند.